# Anolis nietoi
Anolis nietoi — вид ігуаноподібних ящірок родини анолісових (Dactyloidae). Ендемік Мексики.

## Поширення і екологія
Anolis nietoi мешкають на тихоокеанських схилах гір Південної Сьєрра-Мадре в штаті Герреро.